# Хедо (мыс)
Хедо (яп. 辺戸岬 — японский мыс, расположенный в селе Кунигами на острове Окинава. Является самой северной точкой острова. Мыс, выступающий на север от острова, омывается Южно-Китайским морем на западе и Тихим океаном на востоке. В особенно ясный день на горизонте можно увидеть остров Йорон в префектуре Кагосима, который расположен примерно в 23 км к северу.
Мыс Хедо является частью национального парка «Окинава Дай Секириндзан», основанного в 1965 году и восстановленного после возвращения Окинавы Японии в 1972 году.
Это место стало туристическим направлением как из-за его расположения, так и из-за установленного здесь памятника в ознаменование окончания американской оккупации и возвращения Окинавы под суверенитет Японии. По мере роста туризма на этом месте рядом с ним появилось несколько ресторанов, сувенирных магазинов и других туристических объектов.